# Schizymenium decurrens
Schizymenium decurrens là một loài Rêu trong họ Bryaceae. Loài này được (Müll. Hal.) A.J. Shaw miêu tả khoa học đầu tiên năm 1985.